# Энергетика Сальвадора
Энергетика Сальвадора — одна из отраслей экономики Сальвадора.

## История

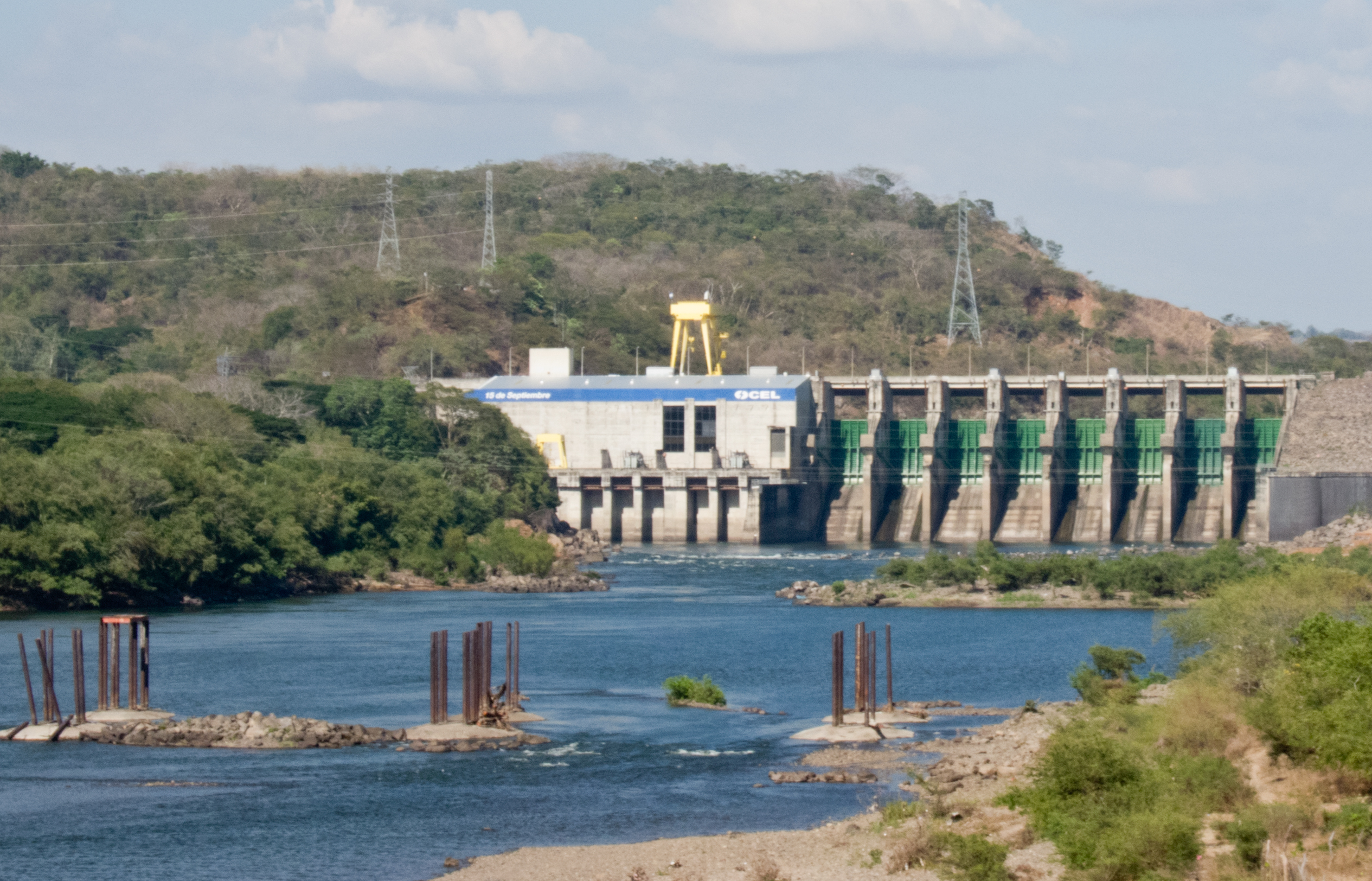
плотина ГЭС на реке Лемпа, 20 января 2011 года

В 1950 году в стране действовало около 20 мелких дизельных и гидроэлектростанций общей мощностью 18 тыс. кВт.
В период правления президента О. Осорио (1950—1956) на реке Лемпа в районе Ла-Пинта была построена первая крупная гидроэлектростанция «Cerrón Grande» проектной мощностью 30 тыс. кВт с водохранилищем 177 млн м³. Стоимость строительства ГЭС с водохранилищем и двумя линиями электропередач к городам Сан-Сальвадор и Сан-Мигель составила 30 млн долларов (из этих средств 12,5 млн долларов были получены в виде займа у Международного банка реконструкции и развития, также правительство выпустило специальный внутренний заём на 13,1 млн колонов). Запуск электростанции изменил структуру производства электроэнергии - в следующие десятилетия большая часть электричества производилась на ГЭС.
В 1957 году установленная мощность электростанций страны составляла 72 тыс. кВт, при этом мощность ГЭС составляла 45 тыс. кВт.
В 1963 году при помощи Японии началось строительство электростанции в Гуахойо (в 40 км от Сан-Сальвадора), а в июне 1963 года Сальвадор подписал договор о соединении электроэнергетических сетей с Гондурасом.
В 1971 году установленная мощность электростанций страны составляла 207 тыс. кВт.
В 1976 году установленная мощность электростанций страны составляла 285 тыс. кВт.
23 мая 1979 года правительство ввело чрезвычайное положение на всей территории страны и разрешило использовать войска для борьбы с нарушителями общественного порядка. Армейские подразделения взяли под охрану важные объекты инфраструктуры. После начала боевых действий 28 июня 1980 года отряд ФНОФМ обстрелял армейское подразделение, охранявшее гидроэлектростанцию "Chorrera-del-Guayabo". 
Охрану крупнейшей ГЭС «Cerrón Grande» обеспечивали подразделения 4-й пехотной бригады из Эль-Параисо (местом постоянной дислокации которой являлась военная база в 2 км северо-западнее плотины). В конце июня 1984 года партизаны ФНОФМ предприняли ночную атаку гидроэлектростанции «Cerrón Grande», бой принял ожесточённый затяжной характер и перед рассветом они отступили. На ГЭС была повреждена подстанция и взорваны несколько трансформаторов. По официальным данным правительственные силы потеряли 60 военнослужащих убитыми, ФНОФМ - 60 человек убитыми и ранеными, также были ранены трое гражданских. «Радио Венсеремос» сообщило, что у правительственных войск был захвачен один 120-мм миномёт.
12 октября 1986 года имело место сильное землетрясение в Сан-Сальвадоре, в ходе которого погибло около 1000 человек. Землетрясение вызвало серьёзные разрушения и хаос в столице страны. В результате землетрясения в столице был повреждён ряд объектов энергетики, но позднее они были восстановлены.
В 1988 году установленная мощность электростанций составляла 500 тыс. кВт.
В 2010 году установленная мощность электростанций составляла 1491 МВт, производство электроэнергии - около 5,7 млрд кВт·ч (в т. ч. 52,6% на ТЭС, 31,7% на ГЭС, 15,7% на ГеоТЭС и энергоустановках, использующих биомассу).